# Diacilglicerol holinfosfotransferaza
Diacilglicerol holinfosfotransferaza (EC 2.7.8.2, fosforilholin-gliceridna transferaza, alkilacilglicerol holinfosfotransferaza, 1-alkil-2-acetilglicerol holinfosfotransferaza, holinfosfotransferaza, CPT, alkilacilglicerol holin fosfotransferaza, diacilglicerol holin fosfotransferaza, 1-alkil-2-acetil-m-glicerol:CDPholin holin fosfotransferaza, CDP-holin digliceridna fosfotransferaza, citidin difosfoholin gliceridna transferaza, citidin difosforilholin diglicerid transferaza, fosfoholin diacilgliceroltransferaza, sn-1,2-diacilglicerol holinfosfotransferaza, 1-alkil-2-acetil-sn-glicerol holinfosfotransferaza, CDP holin:1,2-diacilglicerol holinfosfotransferaza, CDP-holin:1,2-diacilglicerol holinfosfotransferaza) je enzim sa sistematskim imenom CDP-holin:1,2-diacil--glicerol holinfosfotransferaza. Ovaj enzim katalizuje sledeću hemijsku reakciju
CDP-holin + 1,2-diacil--glicerol {\displaystyle \rightleftharpoons } CMP + fosfatidilholin
1-Alkil-2-acilglicerol može da deluje kao akceptor.

## Literatura
- Nicholas C. Price; Lewis Stevens (1999). Fundamentals of Enzymology: The Cell and Molecular Biology of Catalytic Proteins (Third изд.). USA: Oxford University Press. ISBN 019850229X.
- Eric J. Toone (2006). Advances in Enzymology and Related Areas of Molecular Biology, Protein Evolution (Volume 75 изд.). Wiley-Interscience. ISBN 0471205036.
- Branden C; Tooze J. Introduction to Protein Structure. New York, NY: Garland Publishing. ISBN 0-8153-2305-0.
- Irwin H. Segel. Enzyme Kinetics: Behavior and Analysis of Rapid Equilibrium and Steady-State Enzyme Systems (Book 44 изд.). Wiley Classics Library. ISBN 0471303097.

## Spoljašnje veze
- Diacylglycerol+cholinephosphotransferase на 